# Ketty Quintana Lacaci
Ketty Quintana Lacaci (nacida como Enriqueta, el 23 de julio de 1925 en Santa Cruz de Tenerife, Islas Canarias, España) fue una conocida pintora y poetisa del panorama cultural coruñés del siglo XX. Hija de general militar y hermana del capitán general de la I Región Militar Guillermo Quintana Lacaci, perteneció al seno de la rama ferrolana de la Familia Quintana.

## Reseña biográfica

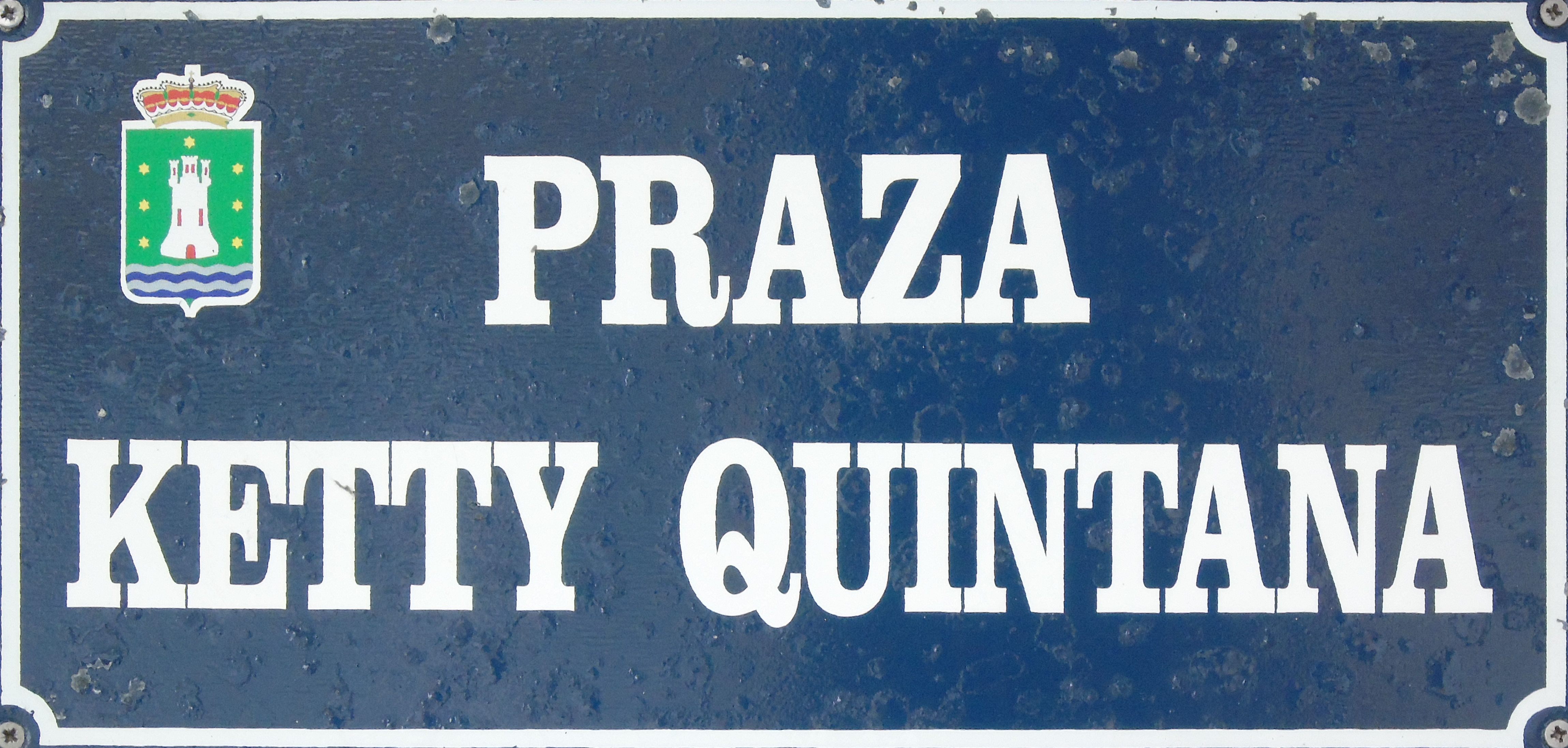
Cartel de la Plaza Ketty Quintana en la localidad coruñesa de Cee

Aunque nacida en las Islas Canarias por el destino militar de su padre, desde muy niña su familia se trasladó a Galicia, su tierra de adopción y de corazón. Allí pasó los primeros años de su vida entre Orense, donde su padre fue nombrado Gobernador Militar, y la localidad coruñesa de Cee, donde pasaba veranos enteros y largas estancias de su infancia en general. 
Desde muy joven mostró dotes para las artes, especialmente pintura y poesía, las disciplinas en las que más se prodigó durante su edad adulta.

### Etapa adulta
En los años 50 se trasladó a La Coruña junto a su esposo, Lino Rodríguez Madero, el que fuera Presidente de la Diputación Provincial de La Coruña, ciudad en la que pasarían el resto de sus vidas. Ambos continuarían conservando un estrecho lazo con la localidad de Cee, donde el destino ha querido que permanezcan unidos para siempre a través del callejero local, homenajeados respectivamente con la Plaza de Ketty Quintana y la Avenida Lino Rodríguez Madero, apenas distanciadas escasos metros entre sí.
Ketty y Lino habitaron junto a su familia una vivienda emblemática de la ciudad de La Coruña, la Casa Rey, uno de los máximos exponentes del Art Nouveau local, sita en el N.º 12 de la Plaza de María Pita, construida en el año 1911 y diseñada por el arquitecto Julio Galán Carvajal. Destacaban en ella, entre muchos otros detalles, los altísimos techos de varios metros, las decoraciones mudéjares en los marcos de las puertas, los altos radiadores tamaño persona dotados de una pequeña apertura en el medio para calentar platos de comida, el portal estilo club inglés, las engalanadas escalera central del edificio y entrada al ascensor, etc. Cabe mencionar la anécdota de que no pocas veces el Ayuntamiento de La Coruña solicitaba a Ketty la recepción de turistas venidos de Japón para visitar su domicilio como muestra del modernismo de finales del siglo XIX y principios del XX en la ciudad.
Es en esta etapa de su vida en la que Ketty da rienda suelta a su creatividad artística, siendo autora de numerosos lienzos entre los que destacaban bodegones y retratos costumbristas, y produciendo literatura poética de sensibilidad romántica y tradicionalista.
Además de destacar en su faceta como autora lírica, Ketty brillaba con luz propia al recitar poemas en un estilo personal, sosegado a la vez que melódico, con el que acaparaba miradas y atenciones en veladas junto a amigos y familiares, no sin antes el protocolario ruego de la audiencia, como diva que se anticipa sabedora del aplauso de su público. Con un fino sentido del humor y una afición vocacional por la retórica, disfrutaba creando y recordando ironías o paradojas como: 

Antes yo ya...

Ahora ya yo...
Ketty Quintana Lacaci

Ketty falleció en La Coruña el 1 de enero de 2012, al poco de las campanadas de Año Nuevo.

### Asesinato de su hermano
El 29 de enero de 1984 tuvo que vivir el terrible acontecimiento del asesinato de su hermano Guillermo Quintana Lacaci a manos de la organización terrorista Euskadi Ta Askatasuna. Sobre el instante de su muerte, Ketty detalló a la prensa: 

Había notado la sospechosa presencia de un joven en una motocicleta, pero no quería llevar escolta. Lo encontraron con el arma asida, como si previera algo. Siempre nos había dicho que no quería morir en la cama y desgraciadamente así ocurrió.

Irónicamente, la banda terrorista había asesinado a una de las personas que mejor habían favorecido el progreso de las libertades en España. A medida que se fueron conociendo los hechos acaecidos en el Congreso de los Diputados durante el 23-F, en los que Guillermo había protagonizado un papel crucial, Ketty confiesa su agradecimiento al general Sáenz de Tejada, por su testimonio acreditando las acciones de Guillermo:

Llamé personalmente a Sáenz de Tejada para agradecérselo porque hace justicia a la memoria de mi hermano.

### Familia Quintana

Escudo de Armas de Quintana

Se dispone de acreditada información acerca de la procedencia de este apellido, gracias a partidas bautismales, registros de defunciones, casamientos, títulos académicos y otros documentos sociales de la villa de Cilleruelo de Abajo, en Burgos, existentes en el Archivo Diocesano de Burgos.
Se muestran a continuación la ascendencia y el escudo de armas correspondientes al linaje de Ketty, extraídos de la bibliografía consultada. 
| Bartolomé Quintana Cilleruelo de Abajo | Bartolomé Quintana Cilleruelo de Abajo | Bartolomé Quintana Cilleruelo de Abajo | Bartolomé Quintana Cilleruelo de Abajo | Bartolomé Quintana Cilleruelo de Abajo             | Bartolomé Quintana Cilleruelo de Abajo             |                                                    |                                                    | Joana/Juana                                                | Joana/Juana                                                | Joana/Juana                                                | Joana/Juana                                                | Joana/Juana                                                | Joana/Juana                                                |                                                           |                                                           |                                                             |                                                             |                                                             |                                                             |                                                             |                                                             |                                                |                                                |                                                       |                                                       |                                                       |                                                       |                                                       |                                                       |                                                     |                                                     |                                                      |                                                      |                                                      |                                                      |                                                         |                                                         |                                                         |                                                         |                                                         |                                                         |                                                   |                                                   |                                                   |                                                   |                              |                              |                                                          |                                                          |                                                          |                                                          |                                                          |                                                          |  |  |                                  |                                  |                                  |                                  |                                  |                                  |
| Bartolomé Quintana Cilleruelo de Abajo | Bartolomé Quintana Cilleruelo de Abajo | Bartolomé Quintana Cilleruelo de Abajo | Bartolomé Quintana Cilleruelo de Abajo | Bartolomé Quintana Cilleruelo de Abajo             | Bartolomé Quintana Cilleruelo de Abajo             |                                                    |                                                    | Joana/Juana                                                | Joana/Juana                                                | Joana/Juana                                                | Joana/Juana                                                | Joana/Juana                                                | Joana/Juana                                                |                                                           |                                                           |                                                             |                                                             |                                                             |                                                             |                                                             |                                                             |                                                |                                                |                                                       |                                                       |                                                       |                                                       |                                                       |                                                       |                                                     |                                                     |                                                      |                                                      |                                                      |                                                      |                                                         |                                                         |                                                         |                                                         |                                                         |                                                         |                                                   |                                                   |                                                   |                                                   |                              |                              |                                                          |                                                          |                                                          |                                                          |                                                          |                                                          |  |  |                                  |                                  |                                  |                                  |                                  |                                  |
|                                        |                                        |                                        |                                        | Bartolomé Quintana (1613–1699) Cilleruelo de Abajo | Bartolomé Quintana (1613–1699) Cilleruelo de Abajo | Bartolomé Quintana (1613–1699) Cilleruelo de Abajo | Bartolomé Quintana (1613–1699) Cilleruelo de Abajo | Bartolomé Quintana (1613–1699) Cilleruelo de Abajo         | Bartolomé Quintana (1613–1699) Cilleruelo de Abajo         |                                                            |                                                            | María Mínguez                                              | María Mínguez                                              | María Mínguez                                             | María Mínguez                                             | María Mínguez                                               | María Mínguez                                               |                                                             |                                                             |                                                             |                                                             |                                                |                                                |                                                       |                                                       |                                                       |                                                       |                                                       |                                                       |                                                     |                                                     |                                                      |                                                      |                                                      |                                                      |                                                         |                                                         |                                                         |                                                         |                                                         |                                                         |                                                   |                                                   |                                                   |                                                   |                              |                              |                                                          |                                                          |                                                          |                                                          |                                                          |                                                          |  |  |                                  |                                  |                                  |                                  |                                  |                                  |
|                                        |                                        |                                        |                                        | Bartolomé Quintana (1613–1699) Cilleruelo de Abajo | Bartolomé Quintana (1613–1699) Cilleruelo de Abajo | Bartolomé Quintana (1613–1699) Cilleruelo de Abajo | Bartolomé Quintana (1613–1699) Cilleruelo de Abajo | Bartolomé Quintana (1613–1699) Cilleruelo de Abajo         | Bartolomé Quintana (1613–1699) Cilleruelo de Abajo         |                                                            |                                                            | María Mínguez                                              | María Mínguez                                              | María Mínguez                                             | María Mínguez                                             | María Mínguez                                               | María Mínguez                                               |                                                             |                                                             |                                                             |                                                             |                                                |                                                |                                                       |                                                       |                                                       |                                                       |                                                       |                                                       |                                                     |                                                     |                                                      |                                                      |                                                      |                                                      |                                                         |                                                         |                                                         |                                                         |                                                         |                                                         |                                                   |                                                   |                                                   |                                                   |                              |                              |                                                          |                                                          |                                                          |                                                          |                                                          |                                                          |  |  |                                  |                                  |                                  |                                  |                                  |                                  |
|                                        |                                        |                                        |                                        |                                                    |                                                    |                                                    |                                                    | Bartolomé Quintana Mínguez (1652–1719) Cilleruelo de Abajo | Bartolomé Quintana Mínguez (1652–1719) Cilleruelo de Abajo | Bartolomé Quintana Mínguez (1652–1719) Cilleruelo de Abajo | Bartolomé Quintana Mínguez (1652–1719) Cilleruelo de Abajo | Bartolomé Quintana Mínguez (1652–1719) Cilleruelo de Abajo | Bartolomé Quintana Mínguez (1652–1719) Cilleruelo de Abajo |                                                           |                                                           | Catalina Casado Hita                                        | Catalina Casado Hita                                        | Catalina Casado Hita                                        | Catalina Casado Hita                                        | Catalina Casado Hita                                        | Catalina Casado Hita                                        |                                                |                                                |                                                       |                                                       |                                                       |                                                       |                                                       |                                                       |                                                     |                                                     |                                                      |                                                      |                                                      |                                                      |                                                         |                                                         |                                                         |                                                         |                                                         |                                                         |                                                   |                                                   |                                                   |                                                   |                              |                              |                                                          |                                                          |                                                          |                                                          |                                                          |                                                          |  |  |                                  |                                  |                                  |                                  |                                  |                                  |
|                                        |                                        |                                        |                                        |                                                    |                                                    |                                                    |                                                    | Bartolomé Quintana Mínguez (1652–1719) Cilleruelo de Abajo | Bartolomé Quintana Mínguez (1652–1719) Cilleruelo de Abajo | Bartolomé Quintana Mínguez (1652–1719) Cilleruelo de Abajo | Bartolomé Quintana Mínguez (1652–1719) Cilleruelo de Abajo | Bartolomé Quintana Mínguez (1652–1719) Cilleruelo de Abajo | Bartolomé Quintana Mínguez (1652–1719) Cilleruelo de Abajo |                                                           |                                                           | Catalina Casado Hita                                        | Catalina Casado Hita                                        | Catalina Casado Hita                                        | Catalina Casado Hita                                        | Catalina Casado Hita                                        | Catalina Casado Hita                                        |                                                |                                                |                                                       |                                                       |                                                       |                                                       |                                                       |                                                       |                                                     |                                                     |                                                      |                                                      |                                                      |                                                      |                                                         |                                                         |                                                         |                                                         |                                                         |                                                         |                                                   |                                                   |                                                   |                                                   |                              |                              |                                                          |                                                          |                                                          |                                                          |                                                          |                                                          |  |  |                                  |                                  |                                  |                                  |                                  |                                  |
|                                        |                                        |                                        |                                        |                                                    |                                                    |                                                    |                                                    |                                                            |                                                            |                                                            |                                                            | Francisco Quintana Casado (1681–1730) Cilleruelo de Abajo  | Francisco Quintana Casado (1681–1730) Cilleruelo de Abajo  | Francisco Quintana Casado (1681–1730) Cilleruelo de Abajo | Francisco Quintana Casado (1681–1730) Cilleruelo de Abajo | Francisco Quintana Casado (1681–1730) Cilleruelo de Abajo   | Francisco Quintana Casado (1681–1730) Cilleruelo de Abajo   |                                                             |                                                             | Francisca Catalina Martínez                                 | Francisca Catalina Martínez                                 | Francisca Catalina Martínez                    | Francisca Catalina Martínez                    | Francisca Catalina Martínez                           | Francisca Catalina Martínez                           |                                                       |                                                       |                                                       |                                                       |                                                     |                                                     |                                                      |                                                      |                                                      |                                                      |                                                         |                                                         |                                                         |                                                         |                                                         |                                                         |                                                   |                                                   |                                                   |                                                   |                              |                              |                                                          |                                                          |                                                          |                                                          |                                                          |                                                          |  |  |                                  |                                  |                                  |                                  |                                  |                                  |
|                                        |                                        |                                        |                                        |                                                    |                                                    |                                                    |                                                    |                                                            |                                                            |                                                            |                                                            | Francisco Quintana Casado (1681–1730) Cilleruelo de Abajo  | Francisco Quintana Casado (1681–1730) Cilleruelo de Abajo  | Francisco Quintana Casado (1681–1730) Cilleruelo de Abajo | Francisco Quintana Casado (1681–1730) Cilleruelo de Abajo | Francisco Quintana Casado (1681–1730) Cilleruelo de Abajo   | Francisco Quintana Casado (1681–1730) Cilleruelo de Abajo   |                                                             |                                                             | Francisca Catalina Martínez                                 | Francisca Catalina Martínez                                 | Francisca Catalina Martínez                    | Francisca Catalina Martínez                    | Francisca Catalina Martínez                           | Francisca Catalina Martínez                           |                                                       |                                                       |                                                       |                                                       |                                                     |                                                     |                                                      |                                                      |                                                      |                                                      |                                                         |                                                         |                                                         |                                                         |                                                         |                                                         |                                                   |                                                   |                                                   |                                                   |                              |                              |                                                          |                                                          |                                                          |                                                          |                                                          |                                                          |  |  |                                  |                                  |                                  |                                  |                                  |                                  |
|                                        |                                        |                                        |                                        |                                                    |                                                    |                                                    |                                                    |                                                            |                                                            |                                                            |                                                            |                                                            |                                                            |                                                           |                                                           | Francisco Quintana Catalina (1718–1796) Cilleruelo de Abajo | Francisco Quintana Catalina (1718–1796) Cilleruelo de Abajo | Francisco Quintana Catalina (1718–1796) Cilleruelo de Abajo | Francisco Quintana Catalina (1718–1796) Cilleruelo de Abajo | Francisco Quintana Catalina (1718–1796) Cilleruelo de Abajo | Francisco Quintana Catalina (1718–1796) Cilleruelo de Abajo |                                                |                                                | Francisca Antón Pascual (†1800)                       | Francisca Antón Pascual (†1800)                       | Francisca Antón Pascual (†1800)                       | Francisca Antón Pascual (†1800)                       | Francisca Antón Pascual (†1800)                       | Francisca Antón Pascual (†1800)                       |                                                     |                                                     |                                                      |                                                      |                                                      |                                                      |                                                         |                                                         |                                                         |                                                         |                                                         |                                                         |                                                   |                                                   |                                                   |                                                   |                              |                              |                                                          |                                                          |                                                          |                                                          |                                                          |                                                          |  |  |                                  |                                  |                                  |                                  |                                  |                                  |
|                                        |                                        |                                        |                                        |                                                    |                                                    |                                                    |                                                    |                                                            |                                                            |                                                            |                                                            |                                                            |                                                            |                                                           |                                                           | Francisco Quintana Catalina (1718–1796) Cilleruelo de Abajo | Francisco Quintana Catalina (1718–1796) Cilleruelo de Abajo | Francisco Quintana Catalina (1718–1796) Cilleruelo de Abajo | Francisco Quintana Catalina (1718–1796) Cilleruelo de Abajo | Francisco Quintana Catalina (1718–1796) Cilleruelo de Abajo | Francisco Quintana Catalina (1718–1796) Cilleruelo de Abajo |                                                |                                                | Francisca Antón Pascual (†1800)                       | Francisca Antón Pascual (†1800)                       | Francisca Antón Pascual (†1800)                       | Francisca Antón Pascual (†1800)                       | Francisca Antón Pascual (†1800)                       | Francisca Antón Pascual (†1800)                       |                                                     |                                                     |                                                      |                                                      |                                                      |                                                      |                                                         |                                                         |                                                         |                                                         |                                                         |                                                         |                                                   |                                                   |                                                   |                                                   |                              |                              |                                                          |                                                          |                                                          |                                                          |                                                          |                                                          |  |  |                                  |                                  |                                  |                                  |                                  |                                  |
|                                        |                                        |                                        |                                        |                                                    |                                                    |                                                    |                                                    |                                                            |                                                            |                                                            |                                                            |                                                            |                                                            |                                                           |                                                           |                                                             |                                                             |                                                             |                                                             | Juan Quintana Antón (1745) Cilleruelo de Abajo              | Juan Quintana Antón (1745) Cilleruelo de Abajo              | Juan Quintana Antón (1745) Cilleruelo de Abajo | Juan Quintana Antón (1745) Cilleruelo de Abajo | Juan Quintana Antón (1745) Cilleruelo de Abajo        | Juan Quintana Antón (1745) Cilleruelo de Abajo        |                                                       |                                                       | Inés Arauzo Domingo (1744–1799) Cilleruelo de Abajo   | Inés Arauzo Domingo (1744–1799) Cilleruelo de Abajo   | Inés Arauzo Domingo (1744–1799) Cilleruelo de Abajo | Inés Arauzo Domingo (1744–1799) Cilleruelo de Abajo | Inés Arauzo Domingo (1744–1799) Cilleruelo de Abajo  | Inés Arauzo Domingo (1744–1799) Cilleruelo de Abajo  |                                                      |                                                      |                                                         |                                                         |                                                         |                                                         |                                                         |                                                         |                                                   |                                                   |                                                   |                                                   |                              |                              |                                                          |                                                          |                                                          |                                                          |                                                          |                                                          |  |  |                                  |                                  |                                  |                                  |                                  |                                  |
|                                        |                                        |                                        |                                        |                                                    |                                                    |                                                    |                                                    |                                                            |                                                            |                                                            |                                                            |                                                            |                                                            |                                                           |                                                           |                                                             |                                                             |                                                             |                                                             | Juan Quintana Antón (1745) Cilleruelo de Abajo              | Juan Quintana Antón (1745) Cilleruelo de Abajo              | Juan Quintana Antón (1745) Cilleruelo de Abajo | Juan Quintana Antón (1745) Cilleruelo de Abajo | Juan Quintana Antón (1745) Cilleruelo de Abajo        | Juan Quintana Antón (1745) Cilleruelo de Abajo        |                                                       |                                                       | Inés Arauzo Domingo (1744–1799) Cilleruelo de Abajo   | Inés Arauzo Domingo (1744–1799) Cilleruelo de Abajo   | Inés Arauzo Domingo (1744–1799) Cilleruelo de Abajo | Inés Arauzo Domingo (1744–1799) Cilleruelo de Abajo | Inés Arauzo Domingo (1744–1799) Cilleruelo de Abajo  | Inés Arauzo Domingo (1744–1799) Cilleruelo de Abajo  |                                                      |                                                      |                                                         |                                                         |                                                         |                                                         |                                                         |                                                         |                                                   |                                                   |                                                   |                                                   |                              |                              |                                                          |                                                          |                                                          |                                                          |                                                          |                                                          |  |  |                                  |                                  |                                  |                                  |                                  |                                  |
|                                        |                                        |                                        |                                        |                                                    |                                                    |                                                    |                                                    |                                                            |                                                            |                                                            |                                                            |                                                            |                                                            |                                                           |                                                           |                                                             |                                                             |                                                             |                                                             |                                                             |                                                             |                                                |                                                | Pedro Quintana Arauzo (1765–1836) Cilleruelo de Abajo | Pedro Quintana Arauzo (1765–1836) Cilleruelo de Abajo | Pedro Quintana Arauzo (1765–1836) Cilleruelo de Abajo | Pedro Quintana Arauzo (1765–1836) Cilleruelo de Abajo | Pedro Quintana Arauzo (1765–1836) Cilleruelo de Abajo | Pedro Quintana Arauzo (1765–1836) Cilleruelo de Abajo |                                                     |                                                     | Mónica Rojo Catalina (1768–1846) Cilleruelo de Abajo | Mónica Rojo Catalina (1768–1846) Cilleruelo de Abajo | Mónica Rojo Catalina (1768–1846) Cilleruelo de Abajo | Mónica Rojo Catalina (1768–1846) Cilleruelo de Abajo | Mónica Rojo Catalina (1768–1846) Cilleruelo de Abajo    | Mónica Rojo Catalina (1768–1846) Cilleruelo de Abajo    |                                                         |                                                         |                                                         |                                                         |                                                   |                                                   |                                                   |                                                   |                              |                              |                                                          |                                                          |                                                          |                                                          |                                                          |                                                          |  |  |                                  |                                  |                                  |                                  |                                  |                                  |
|                                        |                                        |                                        |                                        |                                                    |                                                    |                                                    |                                                    |                                                            |                                                            |                                                            |                                                            |                                                            |                                                            |                                                           |                                                           |                                                             |                                                             |                                                             |                                                             |                                                             |                                                             |                                                |                                                | Pedro Quintana Arauzo (1765–1836) Cilleruelo de Abajo | Pedro Quintana Arauzo (1765–1836) Cilleruelo de Abajo | Pedro Quintana Arauzo (1765–1836) Cilleruelo de Abajo | Pedro Quintana Arauzo (1765–1836) Cilleruelo de Abajo | Pedro Quintana Arauzo (1765–1836) Cilleruelo de Abajo | Pedro Quintana Arauzo (1765–1836) Cilleruelo de Abajo |                                                     |                                                     | Mónica Rojo Catalina (1768–1846) Cilleruelo de Abajo | Mónica Rojo Catalina (1768–1846) Cilleruelo de Abajo | Mónica Rojo Catalina (1768–1846) Cilleruelo de Abajo | Mónica Rojo Catalina (1768–1846) Cilleruelo de Abajo | Mónica Rojo Catalina (1768–1846) Cilleruelo de Abajo    | Mónica Rojo Catalina (1768–1846) Cilleruelo de Abajo    |                                                         |                                                         |                                                         |                                                         |                                                   |                                                   |                                                   |                                                   |                              |                              |                                                          |                                                          |                                                          |                                                          |                                                          |                                                          |  |  |                                  |                                  |                                  |                                  |                                  |                                  |
|                                        |                                        |                                        |                                        |                                                    |                                                    |                                                    |                                                    |                                                            |                                                            |                                                            |                                                            |                                                            |                                                            |                                                           |                                                           |                                                             |                                                             |                                                             |                                                             |                                                             |                                                             |                                                |                                                |                                                       |                                                       |                                                       |                                                       | Ramón Quintana Rojo (1789–1857) Cilleruelo de Abajo   | Ramón Quintana Rojo (1789–1857) Cilleruelo de Abajo   | Ramón Quintana Rojo (1789–1857) Cilleruelo de Abajo | Ramón Quintana Rojo (1789–1857) Cilleruelo de Abajo | Ramón Quintana Rojo (1789–1857) Cilleruelo de Abajo  | Ramón Quintana Rojo (1789–1857) Cilleruelo de Abajo  |                                                      |                                                      | Magdalena Abad (†1869) Gumiel de Izán                   | Magdalena Abad (†1869) Gumiel de Izán                   | Magdalena Abad (†1869) Gumiel de Izán                   | Magdalena Abad (†1869) Gumiel de Izán                   | Magdalena Abad (†1869) Gumiel de Izán                   | Magdalena Abad (†1869) Gumiel de Izán                   |                                                   |                                                   |                                                   |                                                   |                              |                              |                                                          |                                                          |                                                          |                                                          |                                                          |                                                          |  |  |                                  |                                  |                                  |                                  |                                  |                                  |
|                                        |                                        |                                        |                                        |                                                    |                                                    |                                                    |                                                    |                                                            |                                                            |                                                            |                                                            |                                                            |                                                            |                                                           |                                                           |                                                             |                                                             |                                                             |                                                             |                                                             |                                                             |                                                |                                                |                                                       |                                                       |                                                       |                                                       | Ramón Quintana Rojo (1789–1857) Cilleruelo de Abajo   | Ramón Quintana Rojo (1789–1857) Cilleruelo de Abajo   | Ramón Quintana Rojo (1789–1857) Cilleruelo de Abajo | Ramón Quintana Rojo (1789–1857) Cilleruelo de Abajo | Ramón Quintana Rojo (1789–1857) Cilleruelo de Abajo  | Ramón Quintana Rojo (1789–1857) Cilleruelo de Abajo  |                                                      |                                                      | Magdalena Abad (†1869) Gumiel de Izán                   | Magdalena Abad (†1869) Gumiel de Izán                   | Magdalena Abad (†1869) Gumiel de Izán                   | Magdalena Abad (†1869) Gumiel de Izán                   | Magdalena Abad (†1869) Gumiel de Izán                   | Magdalena Abad (†1869) Gumiel de Izán                   |                                                   |                                                   |                                                   |                                                   |                              |                              |                                                          |                                                          |                                                          |                                                          |                                                          |                                                          |  |  |                                  |                                  |                                  |                                  |                                  |                                  |
|                                        |                                        |                                        |                                        |                                                    |                                                    |                                                    |                                                    |                                                            |                                                            |                                                            |                                                            |                                                            |                                                            |                                                           |                                                           |                                                             |                                                             |                                                             |                                                             |                                                             |                                                             |                                                |                                                |                                                       |                                                       |                                                       |                                                       |                                                       |                                                       |                                                     |                                                     | Galo Quintana Abad (1831–1912) Cilleruelo de Abajo   | Galo Quintana Abad (1831–1912) Cilleruelo de Abajo   | Galo Quintana Abad (1831–1912) Cilleruelo de Abajo   | Galo Quintana Abad (1831–1912) Cilleruelo de Abajo   | Galo Quintana Abad (1831–1912) Cilleruelo de Abajo      | Galo Quintana Abad (1831–1912) Cilleruelo de Abajo      |                                                         |                                                         | Mª Carmen Cuesta (1834–1876) Sotillo de la Ribera       | Mª Carmen Cuesta (1834–1876) Sotillo de la Ribera       | Mª Carmen Cuesta (1834–1876) Sotillo de la Ribera | Mª Carmen Cuesta (1834–1876) Sotillo de la Ribera | Mª Carmen Cuesta (1834–1876) Sotillo de la Ribera | Mª Carmen Cuesta (1834–1876) Sotillo de la Ribera |                              |                              |                                                          |                                                          |                                                          |                                                          |                                                          |                                                          |  |  |                                  |                                  |                                  |                                  |                                  |                                  |
|                                        |                                        |                                        |                                        |                                                    |                                                    |                                                    |                                                    |                                                            |                                                            |                                                            |                                                            |                                                            |                                                            |                                                           |                                                           |                                                             |                                                             |                                                             |                                                             |                                                             |                                                             |                                                |                                                |                                                       |                                                       |                                                       |                                                       |                                                       |                                                       |                                                     |                                                     | Galo Quintana Abad (1831–1912) Cilleruelo de Abajo   | Galo Quintana Abad (1831–1912) Cilleruelo de Abajo   | Galo Quintana Abad (1831–1912) Cilleruelo de Abajo   | Galo Quintana Abad (1831–1912) Cilleruelo de Abajo   | Galo Quintana Abad (1831–1912) Cilleruelo de Abajo      | Galo Quintana Abad (1831–1912) Cilleruelo de Abajo      |                                                         |                                                         | Mª Carmen Cuesta (1834–1876) Sotillo de la Ribera       | Mª Carmen Cuesta (1834–1876) Sotillo de la Ribera       | Mª Carmen Cuesta (1834–1876) Sotillo de la Ribera | Mª Carmen Cuesta (1834–1876) Sotillo de la Ribera | Mª Carmen Cuesta (1834–1876) Sotillo de la Ribera | Mª Carmen Cuesta (1834–1876) Sotillo de la Ribera |                              |                              |                                                          |                                                          |                                                          |                                                          |                                                          |                                                          |  |  |                                  |                                  |                                  |                                  |                                  |                                  |
|                                        |                                        |                                        |                                        |                                                    |                                                    |                                                    |                                                    |                                                            |                                                            |                                                            |                                                            |                                                            |                                                            |                                                           |                                                           |                                                             |                                                             |                                                             |                                                             |                                                             |                                                             |                                                |                                                |                                                       |                                                       |                                                       |                                                       |                                                       |                                                       |                                                     |                                                     |                                                      |                                                      |                                                      |                                                      | Julián Quintana Cuesta (1857–1948) Sotillo de la Ribera | Julián Quintana Cuesta (1857–1948) Sotillo de la Ribera | Julián Quintana Cuesta (1857–1948) Sotillo de la Ribera | Julián Quintana Cuesta (1857–1948) Sotillo de la Ribera | Julián Quintana Cuesta (1857–1948) Sotillo de la Ribera | Julián Quintana Cuesta (1857–1948) Sotillo de la Ribera |                                                   |                                                   | Encarnación Pardo Filgueiras                      | Encarnación Pardo Filgueiras                      | Encarnación Pardo Filgueiras | Encarnación Pardo Filgueiras | Encarnación Pardo Filgueiras                             | Encarnación Pardo Filgueiras                             |                                                          |                                                          |                                                          |                                                          |  |  |                                  |                                  |                                  |                                  |                                  |                                  |
|                                        |                                        |                                        |                                        |                                                    |                                                    |                                                    |                                                    |                                                            |                                                            |                                                            |                                                            |                                                            |                                                            |                                                           |                                                           |                                                             |                                                             |                                                             |                                                             |                                                             |                                                             |                                                |                                                |                                                       |                                                       |                                                       |                                                       |                                                       |                                                       |                                                     |                                                     |                                                      |                                                      |                                                      |                                                      | Julián Quintana Cuesta (1857–1948) Sotillo de la Ribera | Julián Quintana Cuesta (1857–1948) Sotillo de la Ribera | Julián Quintana Cuesta (1857–1948) Sotillo de la Ribera | Julián Quintana Cuesta (1857–1948) Sotillo de la Ribera | Julián Quintana Cuesta (1857–1948) Sotillo de la Ribera | Julián Quintana Cuesta (1857–1948) Sotillo de la Ribera |                                                   |                                                   | Encarnación Pardo Filgueiras                      | Encarnación Pardo Filgueiras                      | Encarnación Pardo Filgueiras | Encarnación Pardo Filgueiras | Encarnación Pardo Filgueiras                             | Encarnación Pardo Filgueiras                             |                                                          |                                                          |                                                          |                                                          |  |  |                                  |                                  |                                  |                                  |                                  |                                  |
|                                        |                                        |                                        |                                        |                                                    |                                                    |                                                    |                                                    |                                                            |                                                            |                                                            |                                                            |                                                            |                                                            |                                                           |                                                           |                                                             |                                                             |                                                             |                                                             |                                                             |                                                             |                                                |                                                |                                                       |                                                       |                                                       |                                                       |                                                       |                                                       |                                                     |                                                     |                                                      |                                                      |                                                      |                                                      |                                                         |                                                         |                                                         |                                                         | Guillermo Quintana Pardo                                | Guillermo Quintana Pardo                                | Guillermo Quintana Pardo                          | Guillermo Quintana Pardo                          | Guillermo Quintana Pardo                          | Guillermo Quintana Pardo                          |                              |                              | Enriqueta Lacaci                                         | Enriqueta Lacaci                                         | Enriqueta Lacaci                                         | Enriqueta Lacaci                                         | Enriqueta Lacaci                                         | Enriqueta Lacaci                                         |  |  |                                  |                                  |                                  |                                  |                                  |                                  |
|                                        |                                        |                                        |                                        |                                                    |                                                    |                                                    |                                                    |                                                            |                                                            |                                                            |                                                            |                                                            |                                                            |                                                           |                                                           |                                                             |                                                             |                                                             |                                                             |                                                             |                                                             |                                                |                                                |                                                       |                                                       |                                                       |                                                       |                                                       |                                                       |                                                     |                                                     |                                                      |                                                      |                                                      |                                                      |                                                         |                                                         |                                                         |                                                         | Guillermo Quintana Pardo                                | Guillermo Quintana Pardo                                | Guillermo Quintana Pardo                          | Guillermo Quintana Pardo                          | Guillermo Quintana Pardo                          | Guillermo Quintana Pardo                          |                              |                              | Enriqueta Lacaci                                         | Enriqueta Lacaci                                         | Enriqueta Lacaci                                         | Enriqueta Lacaci                                         | Enriqueta Lacaci                                         | Enriqueta Lacaci                                         |  |  |                                  |                                  |                                  |                                  |                                  |                                  |
|                                        |                                        |                                        |                                        |                                                    |                                                    |                                                    |                                                    |                                                            |                                                            |                                                            |                                                            |                                                            |                                                            |                                                           |                                                           |                                                             |                                                             |                                                             |                                                             |                                                             |                                                             |                                                |                                                |                                                       |                                                       |                                                       |                                                       |                                                       |                                                       |                                                     |                                                     |                                                      |                                                      |                                                      |                                                      |                                                         |                                                         |                                                         |                                                         |                                                         |                                                         |                                                   |                                                   |                                                   |                                                   |                              |                              |                                                          |                                                          |                                                          |                                                          |                                                          |                                                          |  |  |                                  |                                  |                                  |                                  |                                  |                                  |
|                                        |                                        |                                        |                                        |                                                    |                                                    |                                                    |                                                    |                                                            |                                                            |                                                            |                                                            |                                                            |                                                            |                                                           |                                                           |                                                             |                                                             |                                                             |                                                             |                                                             |                                                             |                                                |                                                |                                                       |                                                       |                                                       |                                                       |                                                       |                                                       |                                                     |                                                     |                                                      |                                                      |                                                      |                                                      |                                                         |                                                         |                                                         |                                                         |                                                         |                                                         |                                                   |                                                   |                                                   |                                                   |                              |                              |                                                          |                                                          |                                                          |                                                          |                                                          |                                                          |  |  |                                  |                                  |                                  |                                  |                                  |                                  |
|                                        |                                        |                                        |                                        |                                                    |                                                    |                                                    |                                                    |                                                            |                                                            |                                                            |                                                            |                                                            |                                                            |                                                           |                                                           |                                                             |                                                             |                                                             |                                                             |                                                             |                                                             |                                                |                                                |                                                       |                                                       |                                                       |                                                       |                                                       |                                                       |                                                     |                                                     |                                                      |                                                      |                                                      |                                                      |                                                         |                                                         |                                                         |                                                         | Guillermo Quintana Lacaci (1916–1984) Ferrol            | Guillermo Quintana Lacaci (1916–1984) Ferrol            | Guillermo Quintana Lacaci (1916–1984) Ferrol      | Guillermo Quintana Lacaci (1916–1984) Ferrol      | Guillermo Quintana Lacaci (1916–1984) Ferrol      | Guillermo Quintana Lacaci (1916–1984) Ferrol      |                              |                              | Ketty Quintana Lacaci (1925–2012) Santa Cruz de Tenerife | Ketty Quintana Lacaci (1925–2012) Santa Cruz de Tenerife | Ketty Quintana Lacaci (1925–2012) Santa Cruz de Tenerife | Ketty Quintana Lacaci (1925–2012) Santa Cruz de Tenerife | Ketty Quintana Lacaci (1925–2012) Santa Cruz de Tenerife | Ketty Quintana Lacaci (1925–2012) Santa Cruz de Tenerife |  |  | Lino Rodríguez Madero Pontevedra | Lino Rodríguez Madero Pontevedra | Lino Rodríguez Madero Pontevedra | Lino Rodríguez Madero Pontevedra | Lino Rodríguez Madero Pontevedra | Lino Rodríguez Madero Pontevedra |
|                                        |                                        |                                        |                                        |                                                    |                                                    |                                                    |                                                    |                                                            |                                                            |                                                            |                                                            |                                                            |                                                            |                                                           |                                                           |                                                             |                                                             |                                                             |                                                             |                                                             |                                                             |                                                |                                                |                                                       |                                                       |                                                       |                                                       |                                                       |                                                       |                                                     |                                                     |                                                      |                                                      |                                                      |                                                      |                                                         |                                                         |                                                         |                                                         | Guillermo Quintana Lacaci (1916–1984) Ferrol            | Guillermo Quintana Lacaci (1916–1984) Ferrol            | Guillermo Quintana Lacaci (1916–1984) Ferrol      | Guillermo Quintana Lacaci (1916–1984) Ferrol      | Guillermo Quintana Lacaci (1916–1984) Ferrol      | Guillermo Quintana Lacaci (1916–1984) Ferrol      |                              |                              | Ketty Quintana Lacaci (1925–2012) Santa Cruz de Tenerife | Ketty Quintana Lacaci (1925–2012) Santa Cruz de Tenerife | Ketty Quintana Lacaci (1925–2012) Santa Cruz de Tenerife | Ketty Quintana Lacaci (1925–2012) Santa Cruz de Tenerife | Ketty Quintana Lacaci (1925–2012) Santa Cruz de Tenerife | Ketty Quintana Lacaci (1925–2012) Santa Cruz de Tenerife |  |  | Lino Rodríguez Madero Pontevedra | Lino Rodríguez Madero Pontevedra | Lino Rodríguez Madero Pontevedra | Lino Rodríguez Madero Pontevedra | Lino Rodríguez Madero Pontevedra | Lino Rodríguez Madero Pontevedra |

## Obra literaria

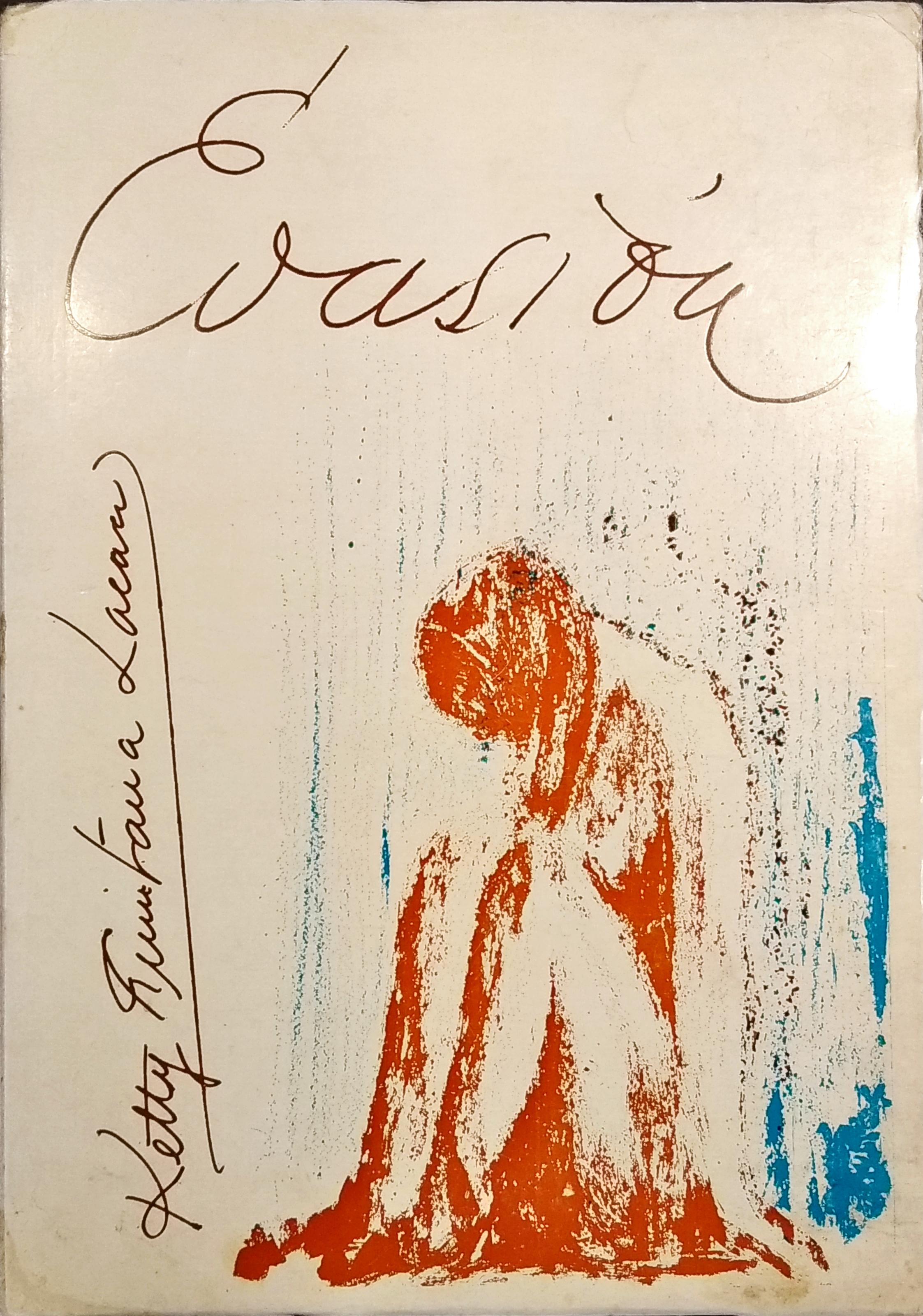
Portada de Evasión, publicada por Editorial Moret en 1971, con ilustraciones de Julio Fernández Argüelles

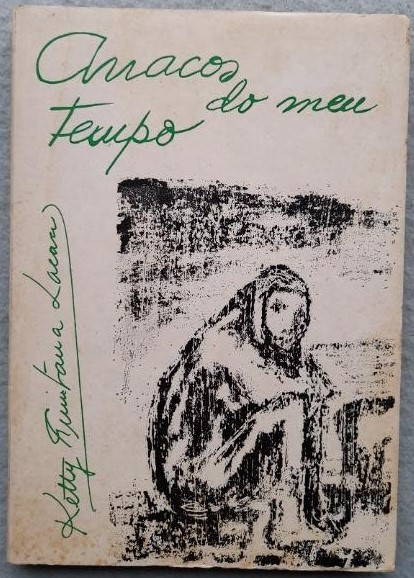
Portada de Anacos do meu tempo, publicada por Editorial Moret en 1971, con ilustraciones de Julio Fernández Argüelles

Desde un punto de vista artístico, Ketty se declaraba autodidacta y no se prodigaba por los circuitos editoriales.
En el año 1971 publicó sus dos únicas obras literarias a título individual, ambas de un carácter muy identitario y propio:
- Evasión. La Coruña: Moret. 1971. 112 p.[6] Ilustraciones de Julio Fernández Argüelles. Una colección de pensamientos, poemas y romances.
- Anacos do meu tempo. La Coruña: Moret. 1971.[7] Ilustraciones de Julio Fernández Argüelles.[8] Una colección de poemas escritos en gallego, entre los cuales se encuentran títulos como: Somentes pídoche en vida, O asuvío que escoito, Dicen que o amor é cego, Zoa o vento no peirán, ¿Qué ten Carmiña da Grela?, entre muchos otros.

De entre los poemas escritos en gallego cabe hacer una mención particular a A chuvia toca o pandeiro, al que puso música el director del Conservatorio Superior de Música de La Coruña, el Maestro Rogelio Groba, y posteriormente interpretó la Coral Polifónica Follas Novas y grabó la casa discográfica Hispavox.
En cuanto a colaboraciones colectivas, Ketty participó en estas dos publicaciones:
- Vázquez de Gei, Elisa. Queimar as meigas (Galicia, 50 años de poesía de mujer). Madrid: Torremozas, 1988. 229 p. ISBN: 978-84-7839-000-7.
- Muller e mar. Antoloxía poética: “Zoa o vento, zoa o mar”. La Coruña: Diputación Provincial de La Coruña, 2001. ISBN: 978-84-95335-88-3. En esta antología se recogió su poema ya publicado previamente en Anacos do meu tempo como “Zoa o vento, zoa o peirán”, variando ligeramente el título y alguna otra palabra.